# 唐·科尔内留斯

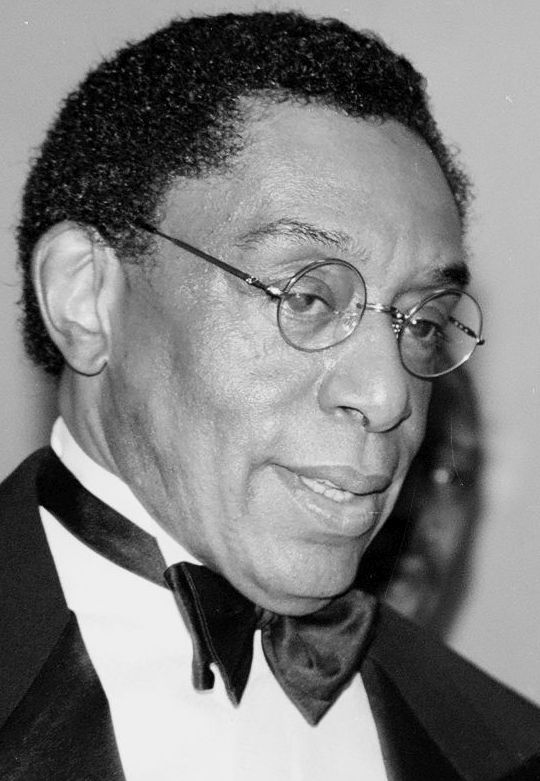
唐·科尔内留斯

唐·科尔内留斯（1936年9月27日 - 2012年2月1日）是一位美国电视节目主持人兼制作人，他曾是美国海军陆战队的一員并在朝鲜战争戰場服役了18个月。他曾發起创办靈魂列車，而且1970年至1993年期間也是该节目的主持人。2023年11月3日，他入選摇滚名人堂并被追授艾哈迈德·埃尔特根奖。 